# Wereldkampioenschap voetbal 2002 (Groep B) Spanje - Paraguay
Deze pagina is een subpagina van het artikel Wereldkampioenschap voetbal 2002. Hierin wordt de wedstrijd in de groepsfase in groep B tussen Spanje en Paraguay gespeeld op 7 juni 2002 nader uitgelicht.

## Voorafgaand aan de wedstrijd
- Spanje en Paraguay speelden één keer eerder tegen elkaar. Het duel eindigde in een gelijkspel.
- In het voorgaande onderlinge duel scoorde geen van beide ploegen.
- Op de FIFA-wereldranglijst van mei 2002 stond Spanje op de 8e plaats. Paraguay stond op de 18e plaats.[1]

## Wedstrijdgegevens
| Datum                | 7 juni 2002                      | 7 juni 2002                      |
| Stadion              | Jeonju World Cup Stadion, Jeonju | Jeonju World Cup Stadion, Jeonju |
| Toeschouwers         | 24.000                           | 24.000                           |
| Scheidsrechter       | Gamal Ghandour                   | Gamal Ghandour                   |
| Assistenten          | Wagih Farag Brighton Mudzamiri   | Wagih Farag Brighton Mudzamiri   |
| Vierde man           | Mohamed Guezzaz                  | Mohamed Guezzaz                  |
| Man van de wedstrijd | Fernando Morientes               | Fernando Morientes               |
|                      | Spanje                           | Paraguay                         |
| Doelpunten           | 3                                | 1                                |
| Gele kaarten         | 1                                | 3                                |
| Rode kaarten         | 0                                | 0                                |
| Wissels              | 3                                | 2                                |
| Schoten op doel      | 7                                | 2                                |
| Schoten naast doel   | 0                                | 0                                |
| Overtredingen        | 11                               | 22                               |
| Hoekschoppen         | 5                                | 3                                |
| Buitenspel           | 3                                | 2                                |
| Strafschoppen        | 1                                | 0                                |
| Balbezit (tijd)      | 0                                | 0                                |
| Balbezit (%)         | 55%                              | 45%                              |

| Spanje | 3 – 1                | Paraguay |
| Fernando Morientes 53' Fernando Morientes 69' Fernando Hierro 83'                                                                                            | doelpunten (assists) | 10' (e.d.) Carles Puyol |
| José Antonio Camacho | bondscoach           | Cesare Maldini |
| Iker Casillas Juanfran Carles Puyol Fernando Hierro Raul Rubén Baraja Diego Tristan 46' De Pedro Juan Carlos Valeron 85' Miguel Angel Nadal Luis Enrique 46' | opstellingen         | José Luis Chilavert Francisco Arce Carlos Gamarra Celso Ayala Roque Santa Cruz Roberto Acuña Carlos Paredes Diego Gavilan Julio Cesar Caceres 63' José Cardozo 78' Denis Caniza |
| Ivan Helguera 46' Fernando Morientes 46' Xavi 85' | wissels              | 63' Jorge Campos 78' Estanislao Struway |
| Rubén Baraja 9' | gele kaarten         | 44' Francisco Arce 60' Diego Gavilan 80' Roque Santa Cruz |
| | rode kaarten         | |